# Esperanza Baur

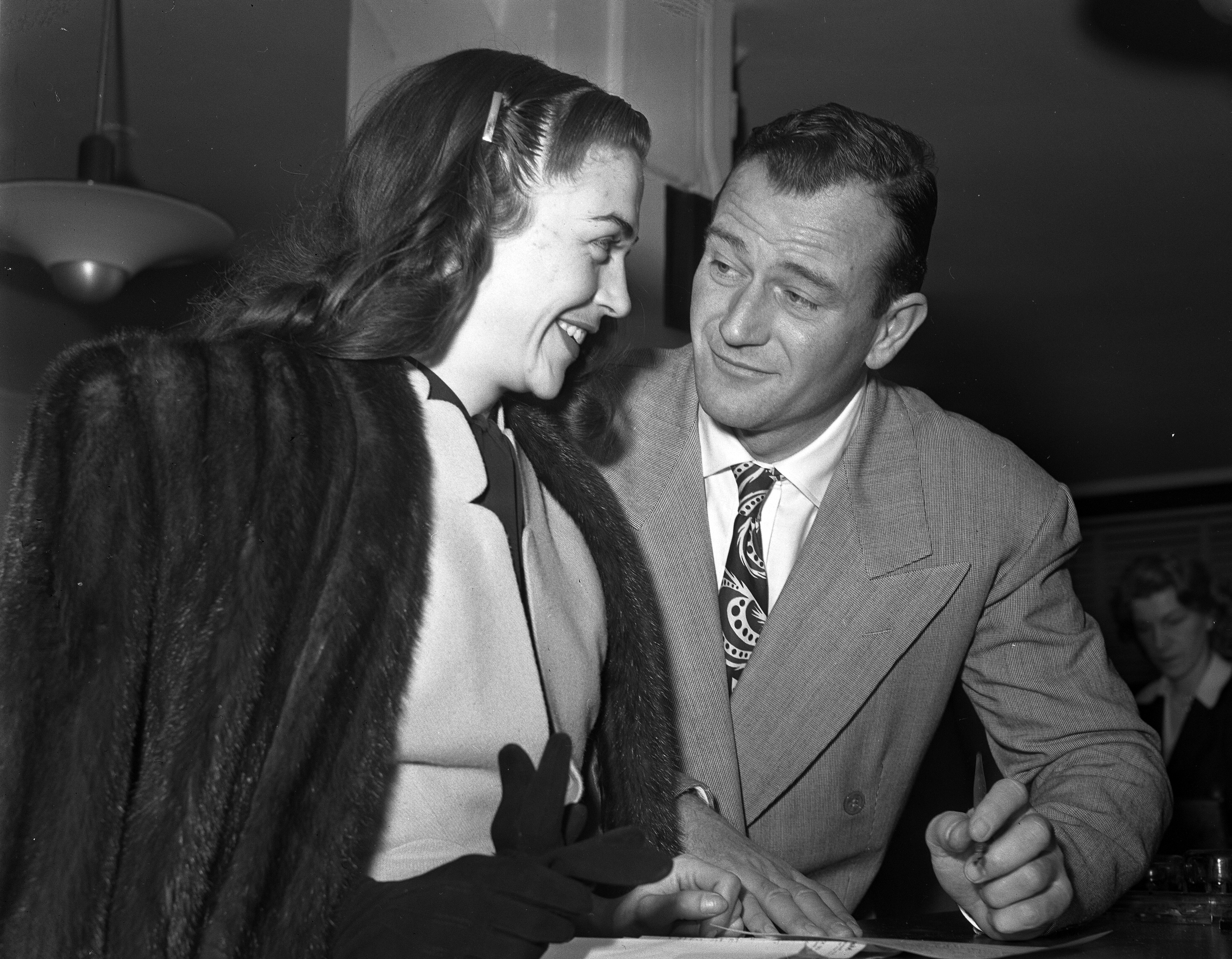
Esperanza Baur und John Wayne beim Beantragen der Heiratserlaubnis (1946)

Esperanza Baur (* 17. Juli 1920 in Mexiko-Stadt als Esperanza Díaz Ceballos; † 10. März 1961 ebenda) war eine mexikanische Schauspielerin und die zweite Ehefrau des Schauspielers John Wayne.

## Karriere
Die als Esperanza Díaz Ceballos geborene Esperanza Baur mit dem Spitznamen „Chata“ trat in einer kleinen Anzahl spanischsprachiger Filme sowohl in Hauptrollen als auch in Nebenrollen auf. Ihren größten Erfolg als Schauspielerin feierte sie 1938 mit dem Film La Valentina. Hier verkörperte sie die weibliche Hauptrolle der Valentina. Bald darauf zog sie sich aus dem Filmgeschäft zurück.

## Privatleben
Baur lernte John Wayne 1941 in Mexiko-Stadt kennen, als er dort Urlaub machte. Zu dieser Zeit war er noch mit seiner ersten Frau, Josephine Alicia Saenz, verheiratet, diese Ehe endete am 25. Dezember 1945. Baur und Wayne heirateten am 17. Januar 1946 in Long Beach, Kalifornien.
Ihre Ehe war von Anfang an steinig und unbeständig, weil Esperanza Baur angeblich eifersüchtig auf Waynes Hingabe an seine Arbeit und an seine vier Kinder war; sie hatten keine eigenen. „Unsere Ehe war wie das Schütteln von zwei flüchtigen Chemikalien in einem Glas“, sagte Wayne. Baur beschuldigte Wayne, eine Affäre mit Gail Russell, seiner Hauptdarstellerin in Der schwarze Reiter, gehabt zu haben, die er bestritt. Es gab Anklagen und Gegenvorwürfe wegen Untreue, betrunkener Gewalt, emotionaler Grausamkeit und „Überfall“. Wayne beschrieb seine Frau als „betrunkene Partygängerin, die hinfallen und ihn dann beschuldigen würde, sie geschubst zu haben“. Baur wurde vorgeworfen, während des Scheidungsverfahrens eine Affäre mit dem Hotelerben Nicky Hilton gehabt zu haben. Sie trennten sich im Mai 1952; die Ehe endete am 1. November 1954.
Baur starb 1961 an einem Herzinfarkt.

## Filmografie
- 1937: Jalisco nunca pierde
- 1938: La Valentina
- 1939: Una luz en mi camino
- 1942: El conde de Montecristo
- 1943: Guadalajara